# Engelbert (dorp)
Engelbert is een dorp in de gemeente Groningen in de provincie Groningen in Nederland met 890 inwoners, ten oosten van de stad. Tot 1969 lag het in de voormalige gemeente Noorddijk. Het heeft een deels 13e-eeuws kerkje. Oorspronkelijk was Engelbert een van de kerspelen van het Gorecht. een oudere naam voor het dorp is ''Egnebert''. De naam zou afgeleid zijn van de mansnaam Egge en berde, een groep huizen.
Engelbert is een van de vier MEER-dorpen Middelbert — Engelbert — Euvelgunne — Roodehaan in het gebied waar de grote stadsuitbreiding Meerstad is gepland. Volgens die plannen zal Engelbert zijn dorpskarakter behouden. 
Door de nabijheid van de stad zijn er weinig voorzieningen in het dorp. Er zijn een basisschool, een ijsbaan en een voetbalvereniging: VV Engelbert. De basisschool kreeg in 2022 een nieuw gebouw bij het MFC.
Het natuurbad Engelbert met camping trekt veel verblijfsrecreanten. Het natuurbad is ontstaan door de zandwinning die nodig was voor de aanleg van de spoorlijn. Ook twee cafés en het Multifunctioneel Centrum MFC met tientallen verenigingen maken deel uit van de sociale kaart van Engelbert. Tot 1941 had het dorp een station aan het Woldjerspoor. Het stationsgebouw, een gemeentelijk monument, is nog aanwezig. 

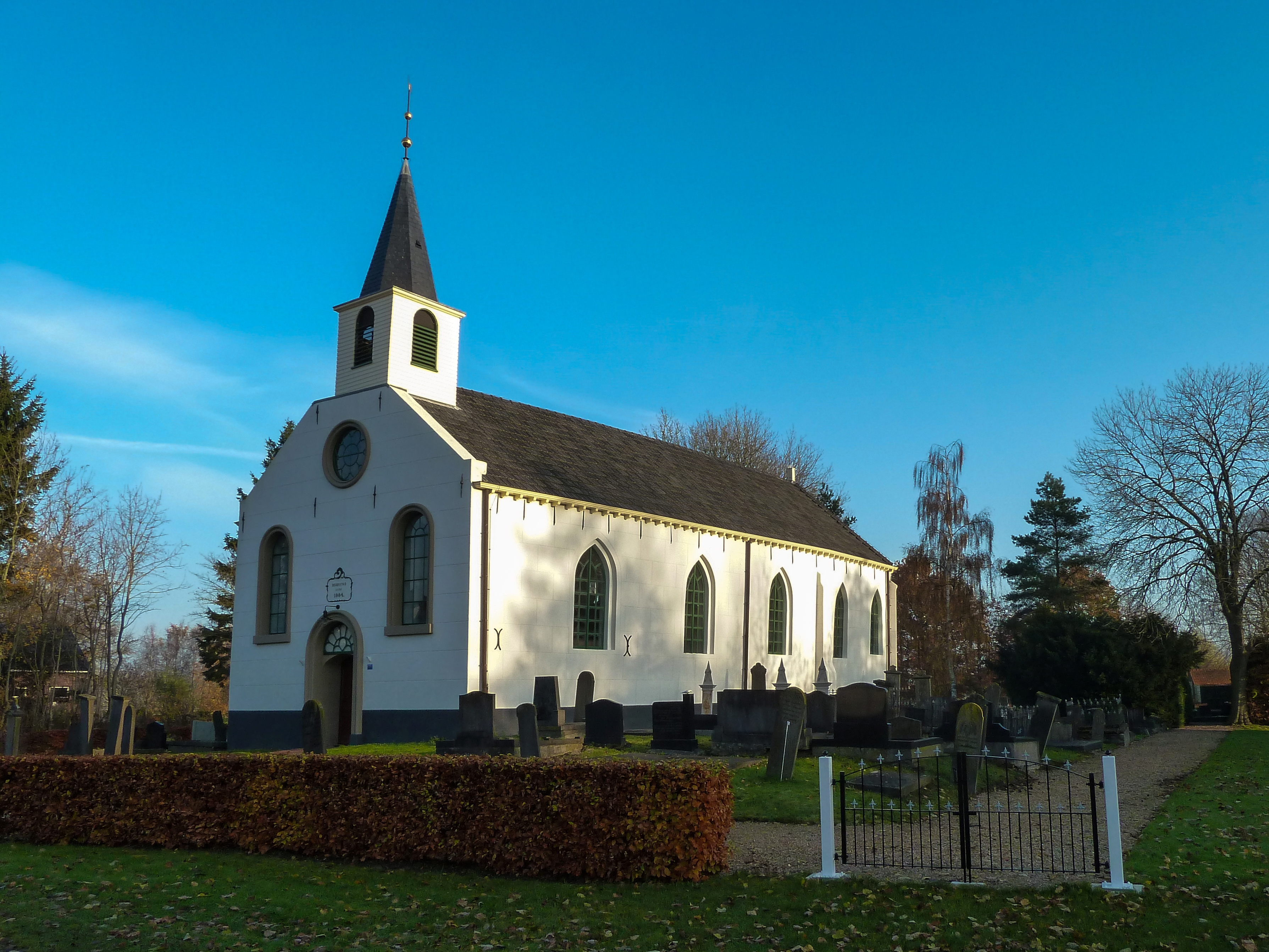
Kerk van Engelbert
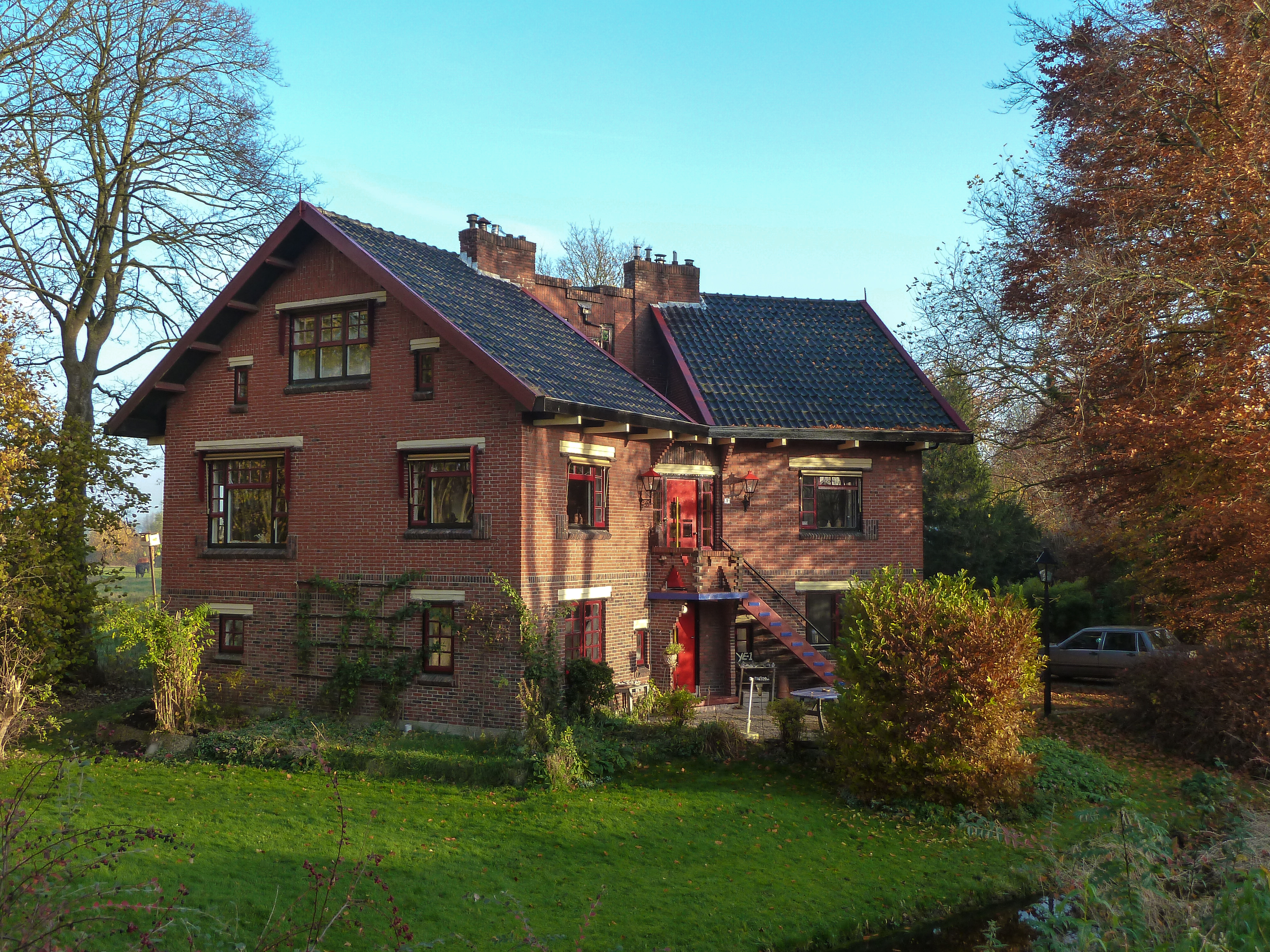
Pastorie (Van der Steur, 1928)
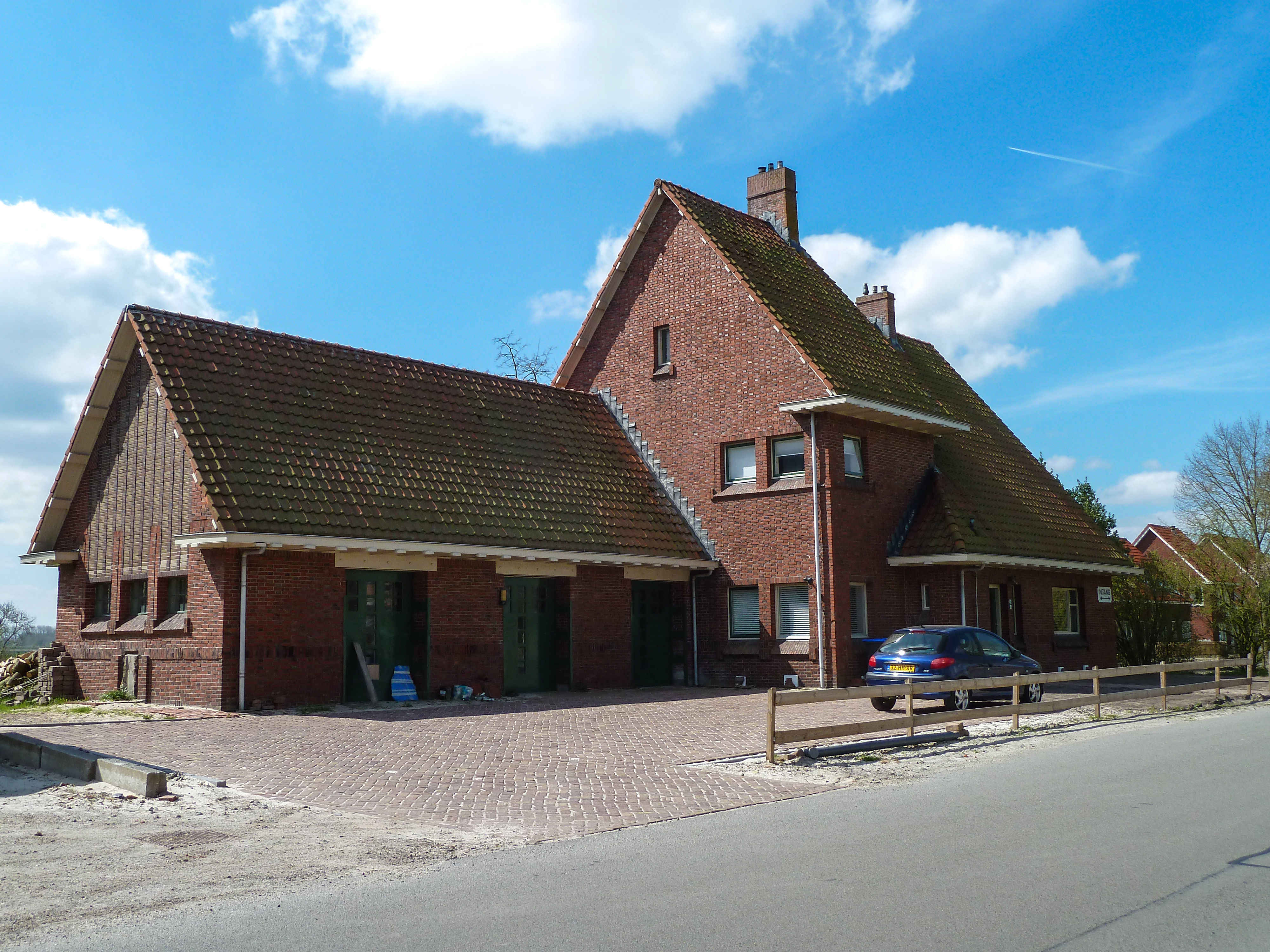
Station Engelbert aan het voormalige Woldjerspoor (Van der Steur, 1927)
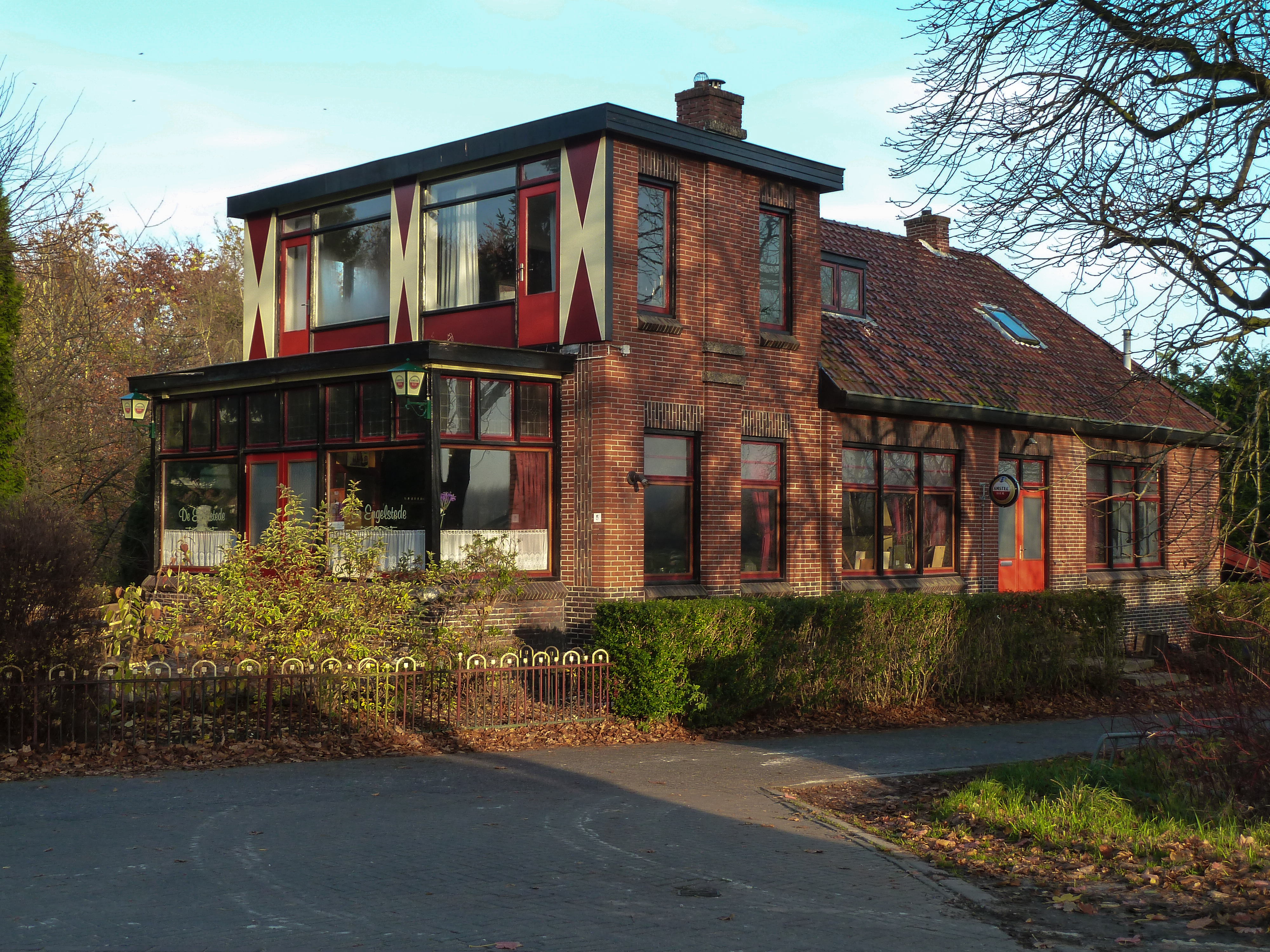
Stationskoffiehuis in de vorm van een locomotief (P. Bruiniers, 1927). Achtereenvolgens café Scholtens, Spoorzicht, Engelstede.
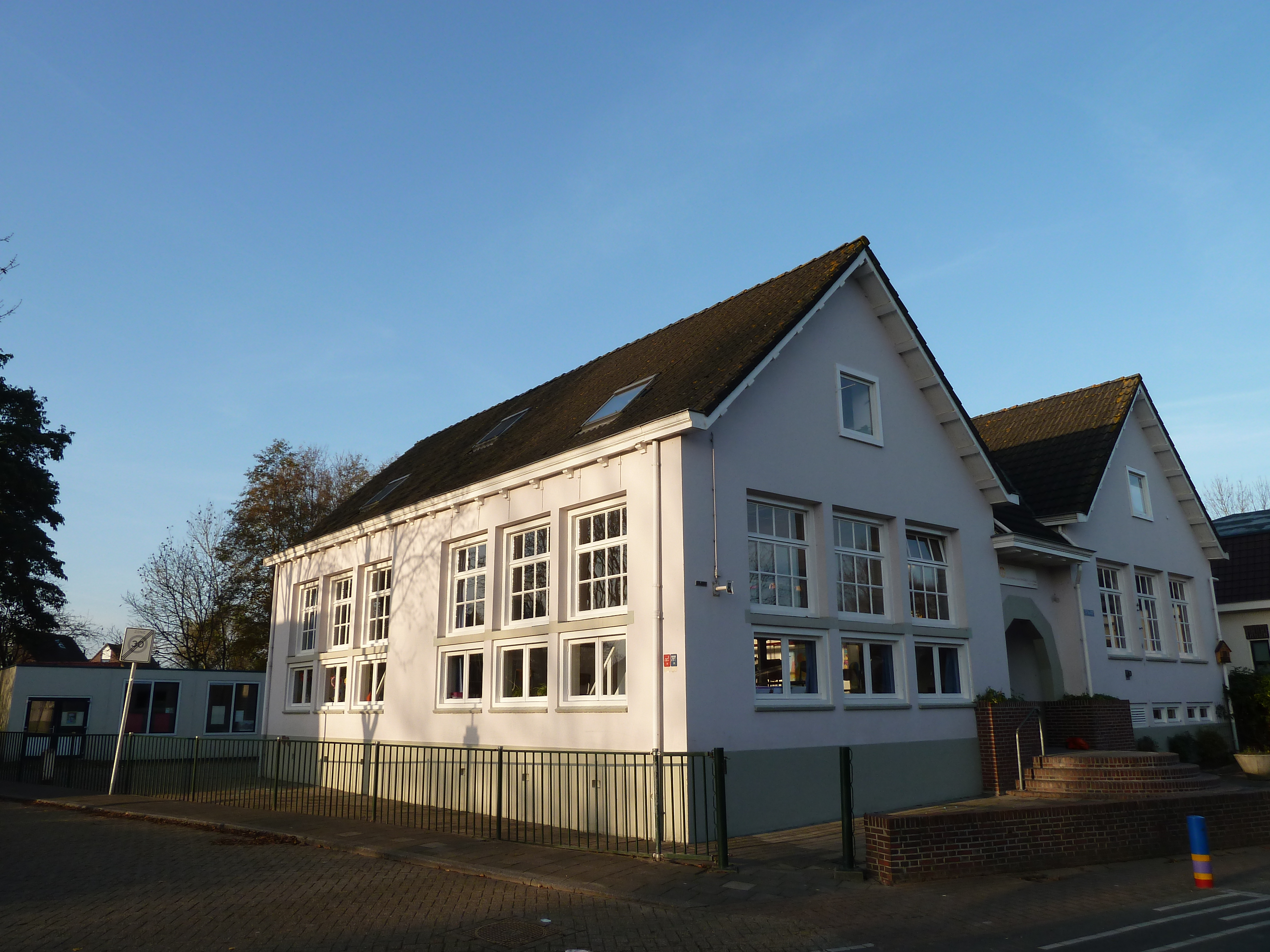
Oude openbare basisschool van Engelbert